# Laccophilus latipes
Laccophilus latipes är en skalbaggsart som beskrevs av Sharp 1882. Laccophilus latipes ingår i släktet Laccophilus och familjen dykare. Inga underarter finns listade i Catalogue of Life.